# Estación de Laupen
La estación de Laupen es una estación ferroviaria de la comuna suiza de Laupen, en el Cantón de Berna.

## Historia y situación

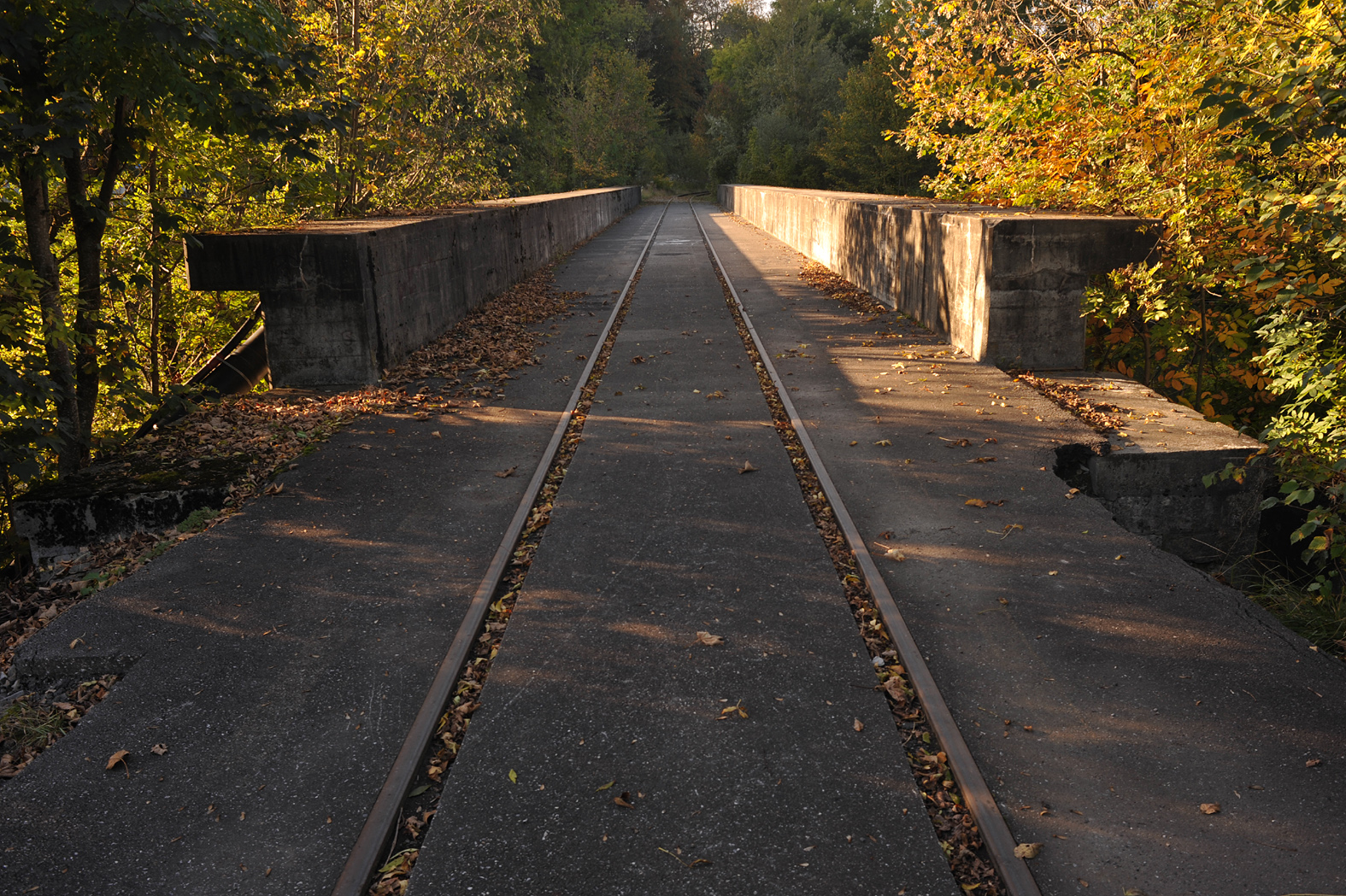
Trazado actualmente sin servicio entre Laupen y Gümmenen.

La estación de Laupen fue inaugurada en el año 1904 con la puesta en servicio de la línea Flamatt - Gümmenen por parte del Sensetalbahn (STB). En 1993 STB cerró el tramo Laupen - Gümmenen, dejando en servicio el tramo Flamatt - Laupen. En 1999 STB dejó de contar con su propio material ferroviario, alquilando material a SZU. En 2003 cesaría definitivamente de prestar los servicios ferroviarios, pasando desde 2004 a ser BLS el operador ferroviario de viajeros al incluir el ramal en la red S-Bahn Berna, y SBB-CFF-FFS opera los trenes de mercancías.
Se encuentra ubicada en el sur del centro del núcleo urbano de Laupen. Cuenta con dos andenes, uno central y otro lateral a los que acceden dos vías pasantes, a las que hay que sumar una vía pasante más, varias vías muertas, una derivación a una industria en el norte de la estación y un pequeño depósito en el noroeste de la estación. Actualmente es una estación terminal, habiendo asfaltado parte del trazado hacia Gümmenen en el centro urbano de Laupen.
En términos ferroviarios, la estación se sitúa en la línea Flamatt - Laupen (- Gümmenen). Su dependencia ferroviaria colateral es la estación de Neuenegg hacia Flamatt.

## Servicios ferroviarios
Los servicios ferroviarios de esta estación están prestados por BLS:

### S-Bahn Berna
Desde la estación de Laupen se puede ir a Berna mediante la red S-Bahn Berna operada por BLS:
- S 2 Laupen - Flamatt – Berna – Konolfingen – Langnau